# 陈祖仁
陈祖仁（1314年—1368年），字子山，號控齋，河南開封人，生於江蘇武進（今常州），元朝政治人物、狀元。

## 生平
父陳安國，擔任常州晉陵尹，祖仁好學，早年在南方讀書、就學，有名聲。祖仁長得其貌不揚，身高矮小，且一眼全盲。至正元年（1341年）以春秋中河南鄉貢。至正二年（1342年）登壬午科一甲第一名进士（狀元），授翰林院修撰、同知制诰，改為侍讲学士、出京擔任甘肃行省参政。歷官国子監祭酒、枢密副使、翰林学士、中书参知政事等职。晚年擔任太常礼仪院使 。至正二十八年（1368年）明军攻陷大都，祖仁剛踏出健德門，旋即遭亂軍殺害，享年五十五歲。

## 軼事
2021年7月9日，港版國安法首宗案件在香港高等法院審訊期間，控方律政司指控被告唐英傑在電單車上展示印有「光復香港，時代革命」字句的旗幟是意圖推翻政權，而辯方專家證人李詠怡則引用《元史》中陳祖仁勸諫元順帝「光復祖宗之業」來指出「光復」二字並不一定有推翻政權之意。

## 延伸阅读
[在维基数据编辑]
 《元史·卷186》，出自宋濂《元史》
 《新元史/卷216》，出自柯劭忞《新元史》